# Samlokaliseringscenter
Samlokaliseringscenter (engelska: colocation centre) är en typ av datorhall där utrymme för utrustning och kommunikationskapacitet hyrs ut till slutkunder. Samlokalisering tillhandahåller utrymme, elkraft, kyla, och fysisk säkerhet för servers, lagring och nätverksutrustning för andra företag och ansluter dem till mängd olika telekommunikationsföretag och tillhandahållare av nätverkstjänster till en minimal kostnad och komplexitet.